# Permanent Vacation (album)
| Recensione       | Giudizio   |
| ---------------- | ---------- |
| AllMusic         |            |
| Robert Christgau | C+         |
| Rolling Stone    | (negativo) |
| Rate Your Music  |            |

Permanent Vacation è il nono album in studio della rock band statunitense Aerosmith, pubblicato il 25 agosto 1987 dalla Geffen Records.

## Il disco
L'album segna una svolta nella carriera della band. È il loro primo album a vedere la partecipazione di autori esterni professionali, anziché materiale esclusivamente composto da membri della band. È stato anche il primo lavoro degli Aerosmith a passare in "heavy rotation" su MTV. Nonostante sia stato Done with Mirrors a sancire il ritorno alla formazione originale degli Aerosmith, Permanent Vacation è spesso considerato il loro vero album di ritorno e il loro primo disco veramente popolare dopo i rientri di Joe Perry e Brad Whitford nella band. Rag Doll, Dude (Looks Like a Lady) e Angel sono diventati singoli di grande successo (tutti e tre sono entrati nella top 20 della Billboard Hot 100) e hanno contribuito a fare di Permanent Vacation l'album in studio di maggior successo degli Aerosmith dopo un decennio.
Permanent Vacation è stato il primo di tre album consecutivi degli Aerosmith prodotti da Bruce Fairbairn e registrati ai Little Mountain Sound Studios di Vancouver, Canada.
L'album contiene una cover di I'm Down dei Beatles. Questa è la seconda cover dei Beatles messa in commercio dagli Aerosmith, dopo Come Together per il musical Sgt. Pepper's Lonely Hearts Club Band del 1978.
Il titolo dell'album è stato successivamente citato dagli Aerosmith nel singolo Amazing del 1993.

## Tracce
1. Heart's Done Time – 4:42 (Joe Perry, Desmond Child)
2. Magic Touch – 4:38 (Steven Tyler, Perry, Jim Vallance)
3. Rag Doll – 4:26 (Tyler, Perry, Vallance, Holly Knight)
4. Simoriah – 3:22 (Tyler, Perry, Vallance)
5. Dude (Looks Like a Lady) – 4:26 (Tyler, Perry, Child)
6. St. John – 4:10 (Tyler)
7. Hangman Jury – 5:33 (Tyler, Perry, Vallance)
8. Girl Keeps Coming Apart – 4:13 (Tyler, Perry)
9. Angel – 5:09 (Tyler, Child)
10. Permanent Vacation – 4:49 (Tyler, Brad Whitford)
11. I'm Down – 2:20 (John Lennon, Paul McCartney)
12. The Movie – 4:04 (Tyler, Perry, Whitford, Tom Hamilton, Joey Kramer)

Durata totale: 51:52

## Formazione
Gruppo
- Steven Tyler - voce, armonica a bocca, pianoforte in Angel[9]
- Joe Perry - chitarra, cori, pedal steel guitar in Rag Doll
- Brad Whitford - chitarra
- Tom Hamilton - basso
- Joey Kramer - batteria

Altri musicisti
- Drew Arnott - mellotron in Angel e The Movie[9]
- Tom Keenlyside – clarinetto, sassofono tenore in Rag Doll e Dude (Looks Like a Lady)
- Ian Putz - sassofono baritono in Rag Doll e Dude (Looks Like a Lady)
- Bob Rogers – trombone in Rag Doll e Dude (Looks Like a Lady)
- Henry Christian – tromba
- Bruce Fairbairn – tromba, violoncello, cori
- Scott Fairbairn – violoncello
- Mike Fraser – sordina
- Morgan Rael – steel pan
- Jim Vallance – organo in Rag Doll e Simoriah[9]

Produttori
- Produttore: Bruce Fairbairn
- Ingegnere del suono e missaggio: Mike Fraser
- Ingegnere del suono: Bob Rock
- Assistente-ingegnere: Ken Lomas
- Masterizzazione: George Marino
- Direzione artistica: Kim Champagne
- Copertina: Andy Engel

## Classifiche

### Classifiche settimanali
| Classifica (1987/88) | Posizione massima |
| -------------------- | ----------------- |
| Australia            | 42                |
| Canada               | 7                 |
| Giappone             | 50                |
| Regno Unito          | 37                |
| Stati Uniti          | 11                |

### Classifiche di fine anno
| Classifica (1987) | Posizione |
| ----------------- | --------- |
| Canada            | 72        |
| Classifica (1988) | Posizione |
| Stati Uniti       | 10        |